# Вазьян
Вазьян — село в Вадском районе Нижегородской области. Входит в Дубенский сельсовет.

## История
В прошлом село Арзамасского уезда Нижегородской губернии.

## Население
| 1999 | 2002 | 2010 |
| ---- | ---- | ---- |
| 4    | ↘3   | ↗13  |

## Религия
Крестовоздвиженская церковь (датировка объекта — 1835 год (1854 год), документ о принятии на госохрану № 471). По «Адрес-календарю Нижегородской Епархии» за 1904 год, каменный храм в селе был возведен в 1805 году (престолы: главный (холодный) — святого Николая Чудотворца, теплые приделы: правый — Сретения Господня, левый — святого пророка Ильи.
По преданию, в селе во время похода на Казань был Иван Грозный, заложивший здесь деревянную Никольскую церковь, царские врата от которой сохранились до середины XIX века.
Существующий каменный храм построен помещицей Елизаветой Зиновьевой. Железная крыша купола и маковка были уничтожены к 2008 году, вероятно, ударом молнии.

## Известные уроженцы
- Ежков Владимир Иванович (1921—1986) — советский военачальник, участник Великой Отечественной войны, командующий 23-й воздушной армией, Военный летчик 1-го класса, Заслуженный военный лётчик СССР, генерал-лейтенант авиации.